# Always Look on the Bright Side of Life
『Always Look on the Bright Side of Life』（オールウェイズ・ルック・オン・ザ・ブライト・サイド・オブ・ライフ）は、モンティ・パイソンのメンバー、エリック・アイドル作詞作曲、歌唱によるポピュラーソング。
モンティ・パイソンによる1979年公開の映画『ライフ・オブ・ブライアン（Monty Python's Life of Brian）』のエンディング曲として発表されたが、現在では葬儀やサッカーの試合など、公共のイベントで大合唱される曲として有名である。1991年にヴァージン・レコードよりシングルCDとして再リリースされ、ヒットした。

## 歴史
『ライフ・オブ・ブライアン』をどう終わらせるかで悩んでいた頃、エリック・アイドルは、今よりももっと単純なこの曲のオリジナル・バージョンを書き上げた。次第に他のパイソン・メンバーも、映画の終わりにはこの曲がいいと同意したが、メンバーの1人マイケル・ペイリンは、1978年6月16日の日記に、脚本会議について次のように書いている。
「エリックの書いた2曲 — 『オットー』と『明るい面を見よう』っていう磔の歌 — は、ランチ前に聞くには酷い歌だ」
第一印象こそ悪かったが、パイソンズはアイドルの曲に興奮し、この曲はボツにならずに採用された。当初アイドル以外のメンバーは冷淡な反応をしたが、コーラスを加えたところ全員が大爆笑し、ラストソングに決定したという。撮影の合間の休憩中に、アイドルはこの曲がもっと厚かましく（英: cheeky）歌われるとより面白くなることに気付いた。この新しいバージョンが映画では使われ、モンティ・パイソンの作った最も有名な曲の1つとなった。
この曲の歌詞を翻訳すれば「（深刻にならずに）人生の輝かしい面を見よう」という意味であるが、映画終盤の主人公へ歌われ、意図的に皮肉なものになっている。磔刑にかけられ死にゆく主人公・ブライアン（演：グレアム・チャップマン）に対し、近くの十字架に磔られた罪人（演：アイドル）が、彼を励まそうとしてこの曲を歌い始める。曲が続くにつれ、他の磔られた罪人たちも動けないなりに踊り始め、口笛の輪に加わっていく。この曲は、シーンが十字架のロングショットに変わり、エンドクレジットが始まるまで続いている。クレジットの後半では、インストゥルメンタル・バージョンが流される。
"Always Look on the Bright Side of Life" は、ディズニー映画のパロディとしてとらえられており、実際にアイドルもそのような曲を目指したことを明かしている。
この曲はジョン・アルトマンによって編曲・指揮され、フル・オーケストラとフレッド・トムリンソン・シンガーズ（英: the Fred Tomlinson Singers）による伴奏で、チャペルズ・スタジオ（英: Chappell's Studio）で収録された。
この曲は、はじめ映画のサウンドトラック・アルバムに収録され、"Look on the Bright Side of Life (All Things Dull and Ugly)" とクレジットされた。サブタイトルは歌詞中にも現れないフレーズで、このサウンドトラックでのみ使用されている。この "All Things Dull and Ugly" は、わずか数か月後にリリースされたアルバム "Monty Python's Contractual Obligation Album" (en) に収録された、全く関係の無い別の曲のタイトルでもある。"All Things Dull and Ugly" は、有名な賛美歌『素晴らしきものすべてを』のパロディである。
映画のオープニング曲『ブライアン・ソング』と合わせて、シングルも発売されている。この曲はソニア・ジョーンズが歌っている。
この曲は、英国の伝統とも言える禁欲や、困難に遭った時も感情を表さない ('stiff upper lip') 態度を反映しており、絶大な人気を博した。フォークランド紛争中の1982年5月4日、エグゾセ巡航ミサイルの攻撃を受けた駆逐艦・シェフィールドでは、船が沈み行く中、助けを待つ船員たちがこの曲を合唱した。同じくフォークランド紛争で戦没した駆逐艦・コヴェントリーの船員も、助けを待ちながらこの曲を歌った。
パイソンズの一員・チャップマンが1989年10月4日に亡くなった後、残された5人のパイソン・メンバーは、チャップマンの近しい友人や家族と共に近親者向けの葬儀に参列し、アイドルからの弔辞の一部でこの曲が歌われた (Graham Chapman#Memorial service) 。2005年のミュージック・チョイスによる調査では、「英国人が葬儀で流したい曲」第3位にこの曲が挙げられている。

## シングル
"Always Look on the Bright Side of Life" は、1979年に『ブライアン・ソング』と合わせた両A面シングルとしてリリースされ、1988年にも同様の形態でリリースされたが、どちらも商業的には成功しなかった。
この曲が特に有名になったのは1990年代初頭のことである。映画はリリースからこの時期まで、カルト的人気を有していた。1990年頃、シェフィールド・ウェンズデイFCのファンがきっかけとなって、サビのタイトル・リフレインや口笛の部分が、サッカー応援歌として人気となった。応援歌では、原曲で口笛を吹く部分が、「ダダン・ダ・ダダダダダン」("da-dum, da-da da-da da-dum") と歌われる。このことは、古いコミックソングを流す朝の番組を持っていた、BBC Radio 1のDJ、サイモン・メイヨーの目にとまった。彼は原曲 "Always Look on the Bright Side of Life" を自分の番組で流し始め、これがきっかけとなって、曲は1991年9月にヴァージン・レコードから再リリースされた。
このシングルは、同時期にリリースされたコンピレーション・アルバム『モンティ・パイソン シングス』のプロモーションにも使われた。シングルは、翌10月にはチャートのトップ10に到達し、『トップ・オブ・ザ・ポップス』ではアイドルによる意図的にめちゃめちゃなパフォーマンスが行われている。この曲は下馬評を覆し、空前のヒットとなっていたブライアン・アダムスの『アイ・ドゥ・イット・フォー・ユー』を押しのけて、全英シングルチャートの3位にまで上り詰めた。また、1991年10月17日には、1位だったブライアン・アダムスを追いやり、アイルランド・レコード音楽協会の公式アイルランド・レコード業界チャートで、アイルランド・シングル売上1位を達成した。映画『ライフ・オブ・ブライアン』がアイルランド当局に上映を禁止され、ワーナーによるサウンドトラック発売も抗議活動の挙げ句撤回されたことを考えると、この大ヒットはパイソンズにとっての大勝利であった。これらの成功の結果、この曲は以前に増して人気曲となった。1995年には、テナー・フライ（ニーナ・シモンの曲『マイ・ベイビー・ジャスト・ケアズ・フォー・ミー』からのピアノ・リフ付き）、『コロネーション・ストリート』のキャストによる2つのカバーが、チャート入りを達成している。
アイドルは、ラジオの放送コードに従って別歌詞を制作し、映画終盤に関するコメントを「レコードの終盤」への言及に差し替え、老人への不平を残したバージョンを録音した。このバージョンは、1991年11月に、カセット及びビニール盤として、コンピレーションアルバム "Now 20" (en) に収録された。また、同年12月には、再リリースされた『銀河系の歌』（「1991年版」と銘打たれた）のB面にも収録された。このラジオ版では、"Life's a piece of shit"（訳：人生ってある意味クソさ）との歌詞が、"Life's a piece of spit"（訳：人生ってつば吐きみたいなもんさ）と差し替えられている。レコードのヒットに繋がったサイモン・メイヨーの貢献に対するお礼として、アイドルがメイヨーの名前を述べるスペシャル・バージョンも作られている。メイヨーは今でも、彼の番組ではこのバージョンをかけている。

### 収録曲
同時収録曲は、1980年のアルバム "Monty Python's Contractual Obligation Album" (en) に収録されたもの。
1. "Always Look on the Bright Side of Life"
2. "I'm So Worried"
3. "I Bet You They Won't Play This Song on the Radio"  (en)

## カバー
ハリー・ニルソンは、1980年のアルバム『フラッシュ・ハリー』の最終曲としてこの曲を演奏している。
また、ブルース・コバーンもこの曲を演奏し、1990年のライブCDに収録してリリースしている。
1997年には、ジェームズ・L・ブルックス監督作『恋愛小説家』のエンディング・テーマとして選ばれ、アート・ガーファンクルがカバーした（このヴァージョンはサウンドトラックCDのみの収録）。映画中ジャック・ニコルソンが儚く歌い上げた歌詞には、"brighter side of [your] life" というように、原詞にはなかった単語 "your" が付け加えられた。ガーファンクルの歌うバージョンでは、きわどいフレーズ "Life's a piece of shit" の部分が、より家族ウケのする "Life's a counterfeit" （訳：人生はうわべだけのもの）との歌詞に置き換えられた。また、結婚指輪やライブ・ビデオでは、歌詞が "Life is hit or miss"（訳：人生はアタリかハズレか）と置き換えられている。
アメリカのケルト音楽バンド・"Brobdingnagian Bards" (en) は、この曲をカバーしてCD "A Faire to Remember" (en) に収録している。アメリカのミュージシャンエミリー・オータムは、コンピレーションアルバム "A Bit o' This & That" (en) でハープシコードによるカバーを発表している。ヘヴンズ・ゲイトは、アルバム "Hell for Sale!" にこの曲のメタルカバーを収録した。グリーン・デイは、コンサートDVD『ブレット・イン・ア・バイブル』に収録された『シャウト』の演奏に、この曲を取り入れている。
ドイツのファン・メタル・バンドであるJBOは、アルバム "Sex Sex Sex" で、歌詞を "Always Look on the Dark Side of Life" と変えたバージョンのカバーを出している。同じくドイツのファン・パンク・バンド "Heiter bis wolkig" (de) も歌詞を変えたバージョンのカバーをリリースし、タイトルを "Versuch's mal von der breiten Seite zu seh'n" としている。イギリスのデュオ・アマチュア・トランスプランツも、原曲の名前とコーラスしか残されていないこの曲のパロディを制作している。
この曲は、英国のサッカークラブ・ウェスト・ブロムウィッチ・アルビオンFCのライバル・サポーターには、"Always shit on a Tesco carrier bag"（訳：テスコのキャリーバッグにクソしてな）として歌われる。
マンチェスター・ユナイテッドFCが試合で負けた際に、サポーターがこの歌を合唱することがある。
日本では、2002年のナイキのCMで使用され、ロナウド、小野伸二、野茂英雄らによる口笛も聞ける。
また、NHKのコント番組『LIFE!〜人生に捧げるコント〜』2016年7月29日放送分では、内村光良による熊本地震の被災者へのメッセージ映像に、熊本弁を交えた番組独自のカバーが使用された。
2023年、キリンビール 「キリン 一番搾り 糖質ゼロ」のCMで使用された。

## その後の曲利用
この曲は、パイソンズの映画第2作『ホーリー・グレイル』を元にしたブロードウェイ・ミュージカル『スパマロット』に、第2幕とカーテンコール中の2度登場する。『スパマロット』中の曲では、"Always Look on the Bright Side of Life" と『フィンランド』の2曲が、『ホーリー・グレイル』に基づかないものである。一方他の曲は全て、映画で使われたか新しく書き下ろされたものである。なお2005年に制作されたこのミュージカルは、その年のトニー賞最優秀ミュージカル賞を獲得した。
また、2007年・2009年のコミック・オラトリオ『ノット・ザ・メシア』でも、最終曲として用いられている。『スパマロット』・『ノット・ザ・メシア』は、いずれもアイドルと作曲家ジョン・デュ・プレが制作した。
『スパマロット』のプロモーションのため2011年に来日したアイドルは、この曲のサビを日本語で歌い、「辛いことがあっても前を見よう」という歌詞が、大災害に立ち向かう日本にぴったりだとして東日本大震災の被災者にエールを送った。
2012年には、ロンドンオリンピック閉会式にアイドルが登場し、この歌を歌った。
更に、2014年の『モンティ・パイソン 復活ライブ!』でも、カーテンコールとして歌われた。

## チャート順位
| チャート (1981年)               | 最高順位 |
| ------------------------------- | -------- |
| ベルギー (Ultratop 50 Flanders) | 30       |
| オランダ (Dutch Top 40)         | 32       |
| オランダ (Single Top 100)       | 34       |

| チャート (1991年)                 | 最高順位 |
| --------------------------------- | -------- |
| オーストリア (Ö3 Austria Top 40)  | 2        |
| ベルギー (Ultratop 50 Flanders)   | 35       |
| ドイツ (GfK Entertainment charts) | 3        |
| アイルランド (IRMA)               | 1        |
| ノルウェー (VG-lista)             | 5        |
| スイス (Schweizer Hitparade)      | 3        |
| UK シングルス (OCC)               | 3        |

- 1991年のUK年間シングルチャートでは44位。